# Lydd
Lydd – miasto w Anglii, w hrabstwie Kent, w dystrykcie Folkestone and Hythe. Leży 45 km na południowy wschód od miasta Maidstone i 95 km na południowy wschód od centrum Londynu. W 2001 miasto liczyło 5782 mieszkańców.